# Pseudopolydesmus canadensis
Pseudopolydesmus canadensis är en mångfotingart som först beskrevs av Newport 1844.  Pseudopolydesmus canadensis ingår i släktet Pseudopolydesmus och familjen plattdubbelfotingar. Inga underarter finns listade i Catalogue of Life.